# Вернигора (прорицатель)
Вернигора Мусий (укр. Вернигора Мусій, пол. Wernyhora, Waligóra; 1673, с. Македоны (ныне Киевская область) — 1769, с. Пархомовка (ныне Володарский район Киевской области Украины) — вещий старец, персонаж многих польских и украинских мифов.
Странствующий старец, легендарный украинский бард и казацкий лирник XVIII века.

## Биография
Уроженец Левобережной Украины.
В молодости отправился на Запорожскую Сечь. Сражался против турок и татар, некоторое время был в плену в Константинополе. Получил большой авторитет среди казаков — слава о нём дошла даже до Санкт-Петербурга.
В его жизни, говорят, произошла трагедия, Вернигора убил своих мать и брата, после чего переехал на Правобережную Украину, бывшую тогда в составе Речи Посполитой. Этот случай открыл в нём дар провидца: в состоянии аффекта Вернигора рассказывал о будущем Польши, Украины, России и Европы, затем впадал в апатию и подолгу спал …
Умер в 1769 или 1770 г. Во время русско-турецкой войны 1806—1812 годов на богомолье к могиле Вернигоры ходили крестьяне едва ли не со всех уголков Украины, поэтому царские власти запретили паломничество. Вскоре могилу смыло наводнение (Вернигора предугадал, что могилы его не будет).
Фигура Мусия Вернигоры преимущественно известна польскому читателю. Он один из крупнейших польских национальных мифов. Казака Вернигору изображали пророком, который предсказал Колиивщину (гайдамацкое восстание 1768 г.), разделы Речи Посполитой в конце XVIII века, долгие годы отсутствия независимости и в конце возрождение Польши и её процветание.
Вернигора фигурирует в творчестве классиков польской литературы С. Выспяньского (в его знаменитой драме «Свадьба»), С. Гощинского («Вернигора»), Юл. Словацкого («Пан-старик с лирой», «Сон серебряный Саломеи», «Бенёвский», «Вацлав») и многих других. М. Чайковский посвятил ему отдельное произведение — «Вернигора, украинский пророк. Историческая повесть», впервые опубликованное в Париже в 1838 г. Одна из самых известных картин художника Яна Матейко — «Вернигора». На первом плане на ней изображено дитя, символизирует светлое будущее для поляков и украинцев. После 1917 года Юзефа Пилсудского в литературных кругах называли «Вернигорой Бельведерским». В украинской литературе о нём писал И. Котляревский в своей «Энеиде».